# Postporno
El postporno és un moviment artístic i reivindicatiu que intenta revolucionar el concepte de pornografia mitjançant perspectives feministes i postestructuralistes, reflexionant sobre l'estètica i la sexualitat, tot allunyant-se dels patrons heterosexuals i de bellesa tradicionals i reivindicant fer pornografia pròpia.
El moviment internacional s'ha anat construint a través de les teories de Michel Foucault a Histoire de la sexualité i de les obres de Judith Butler, com El gènere en disputa, i Paul B. Preciado. En paraules de l'antropòloga Mercedes Fernández-Martorell: «El porno ha anat construint la norma sobre el rol ideal de la dona i de l'home, i de com ha de ser la seva interacció. El postporno pretén donar cabuda a altres cossos, a altres sexualitats i pràctiques».

## Inicis del postporno

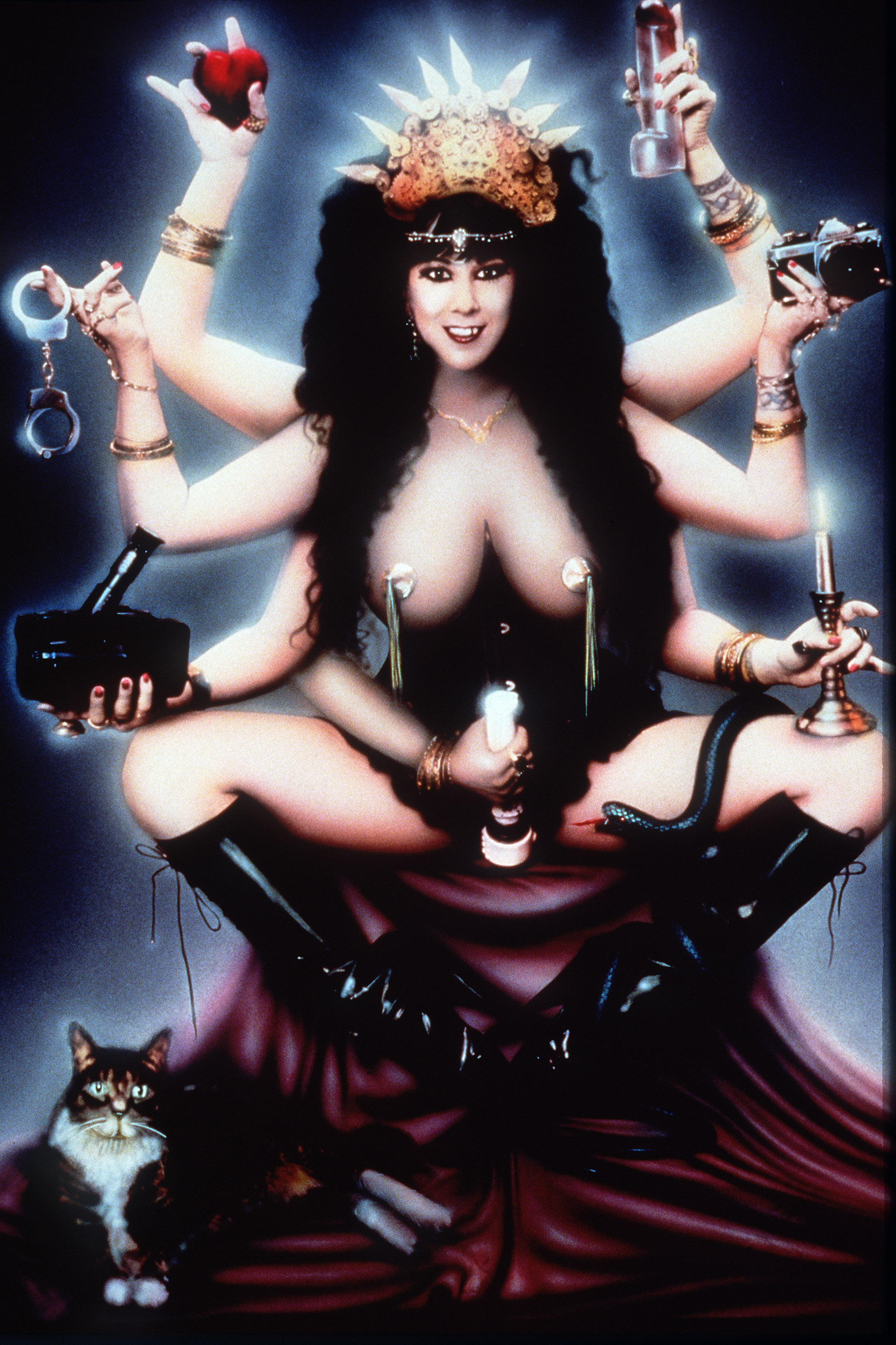
Annie Sprinkle a Neo Sacred Prostitute

El postporno sorgeix a mitjans dels anys 1980 als Estats Units en el marc del moviment queer i del transfeminisme. El text referent dels inicis del moviment és Post Porn Modern Manifesto, de 1989, signat per Annie Sprinkle, Verónica Vera, Candida Royalle i Frank Moore. El terme postporno l'encunyaren el fotògraf eròtic Wink van Kempen i l'artista americana i extreballadora sexual Annie Sprinkle, i va ser divulgat inicialment per Sprinkle i pel sociòleg francès Sam Bourcier com un posicionament polític en contradicció amb el moviment antipornografia dels anys 1970 encapçalat per Andrea Dworkin. Un dels fets fonamentals del moviment fou una performance d'Annie Sprinkle, en la qual va exhibir la seva vagina oberta amb un espècul a fi de desmitificar el cos femení.

## Segle XXI
El col·lectiu Girls Who Like Porno, que integraven Águeda Bañón i Maria Llopis, va ser el precursor a l'Estat espanyol d'aquest corrent crític. Entre els anys 2002 i 2006, Girls Who Like Porno van crear peces de videoart i van fer tallers amb un enfocament feminista: «Volíem fer saltar pels aires les estretes cotilles en què estrenyem les nostres identitats, la nostra fantasies i la nostra sexualitat. I volíem passar-nos bé fent-ho».
La ciutat de Barcelona és un dels llocs on el postporno ha estat més estudiat. El 2007, Paul B. Preciado va dirigir-ne un seminari específic al MACBA, el programa advertia de la «projecció d'escenes sadomasoquistes leather». La ciutat apareix al documental Mutantes, dirigit per Virginie Despentes. També s'hi ha fet la Mostra Marrana, un dels esdeveniments de referència del gènere.